# Konfederacja barska

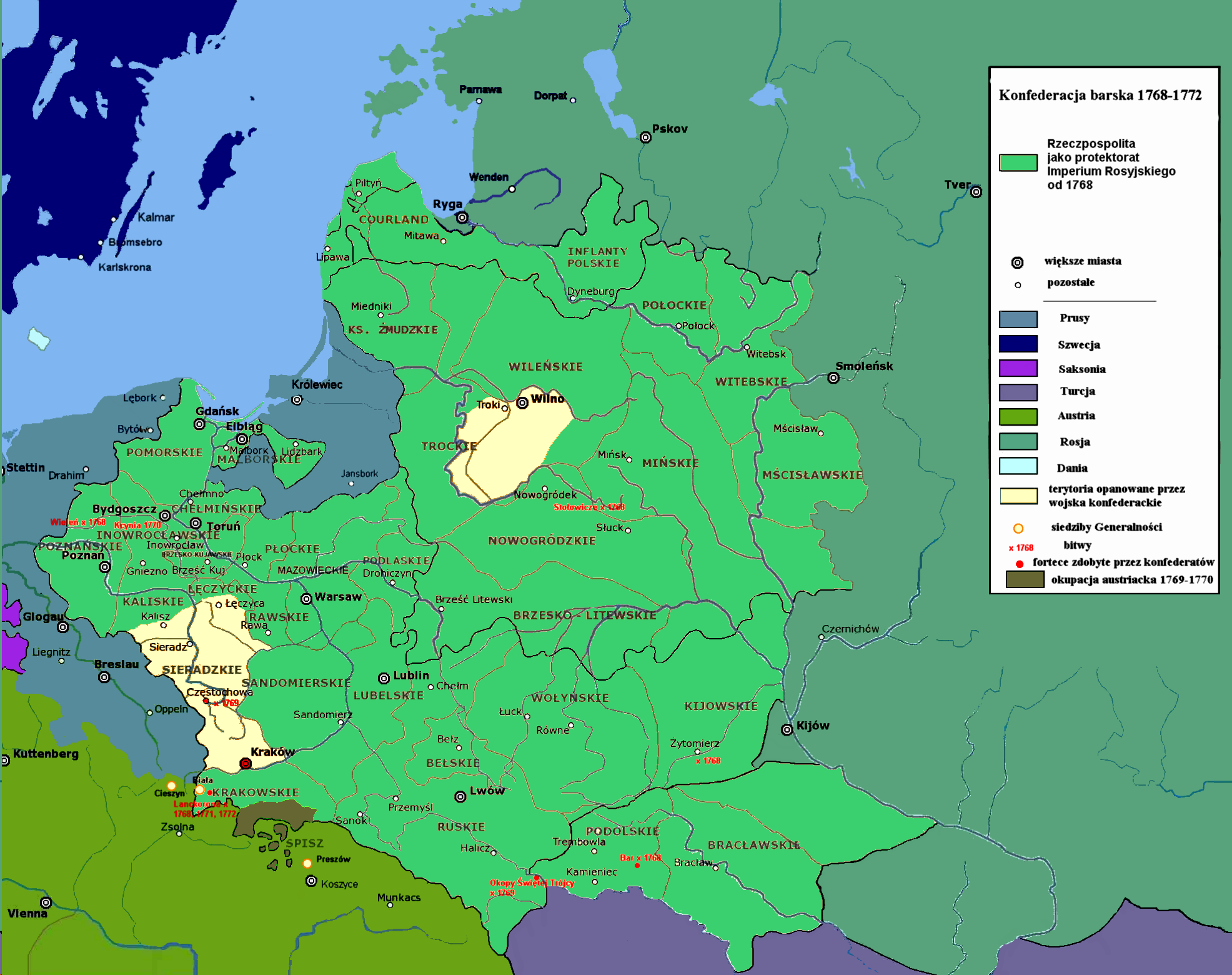
Ogniska oporu konfederatów barskich i walki z wojskami rosyjskimi i króla Stanisława Augusta Poniatowskiego

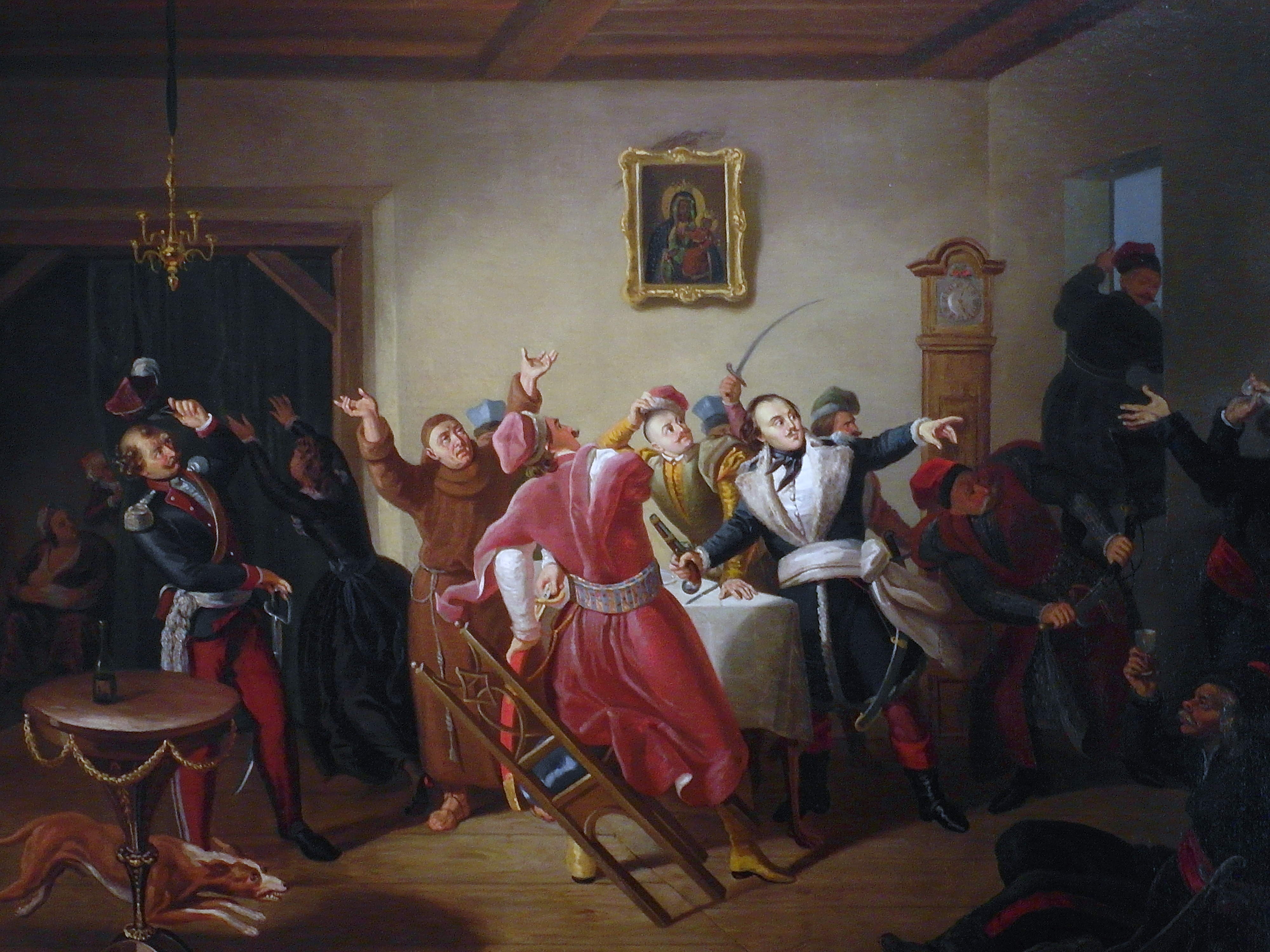
Pułaski w Barze, obraz pędzla Kornelego Szlegla

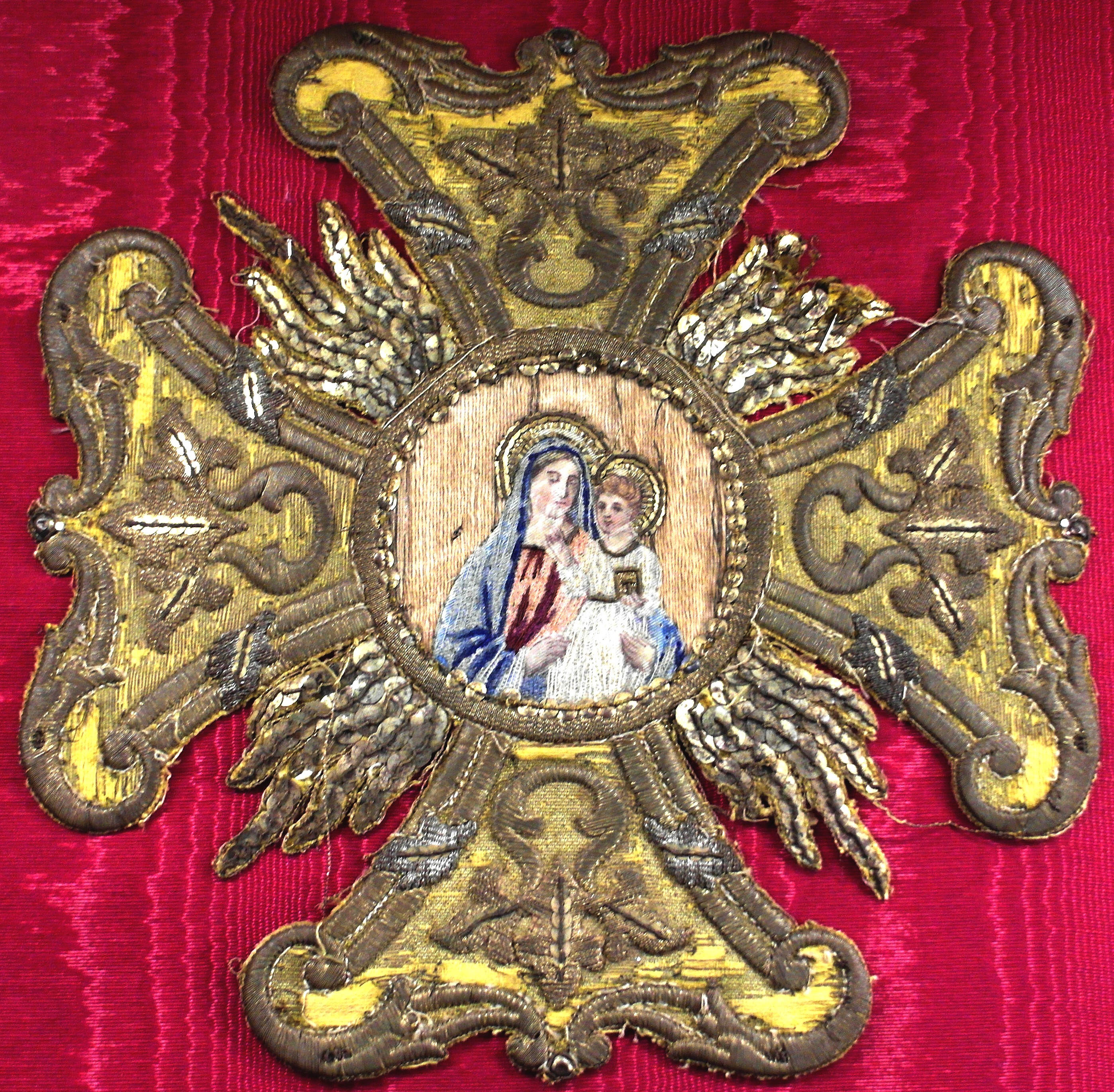
Krzyż konfederacji barskiej

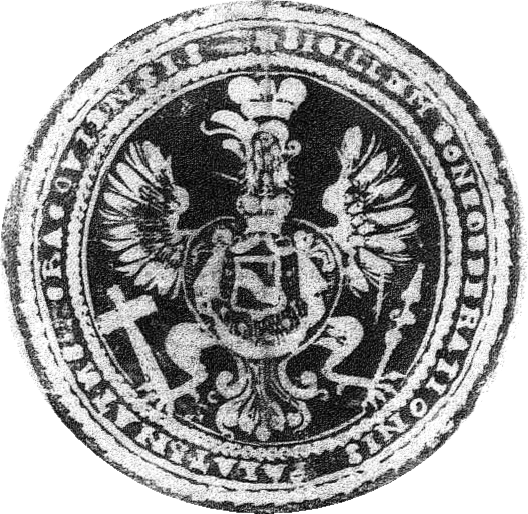
Pieczęć konfederacji województwa krakowskiego w konfederacji barskiej w 1769 roku

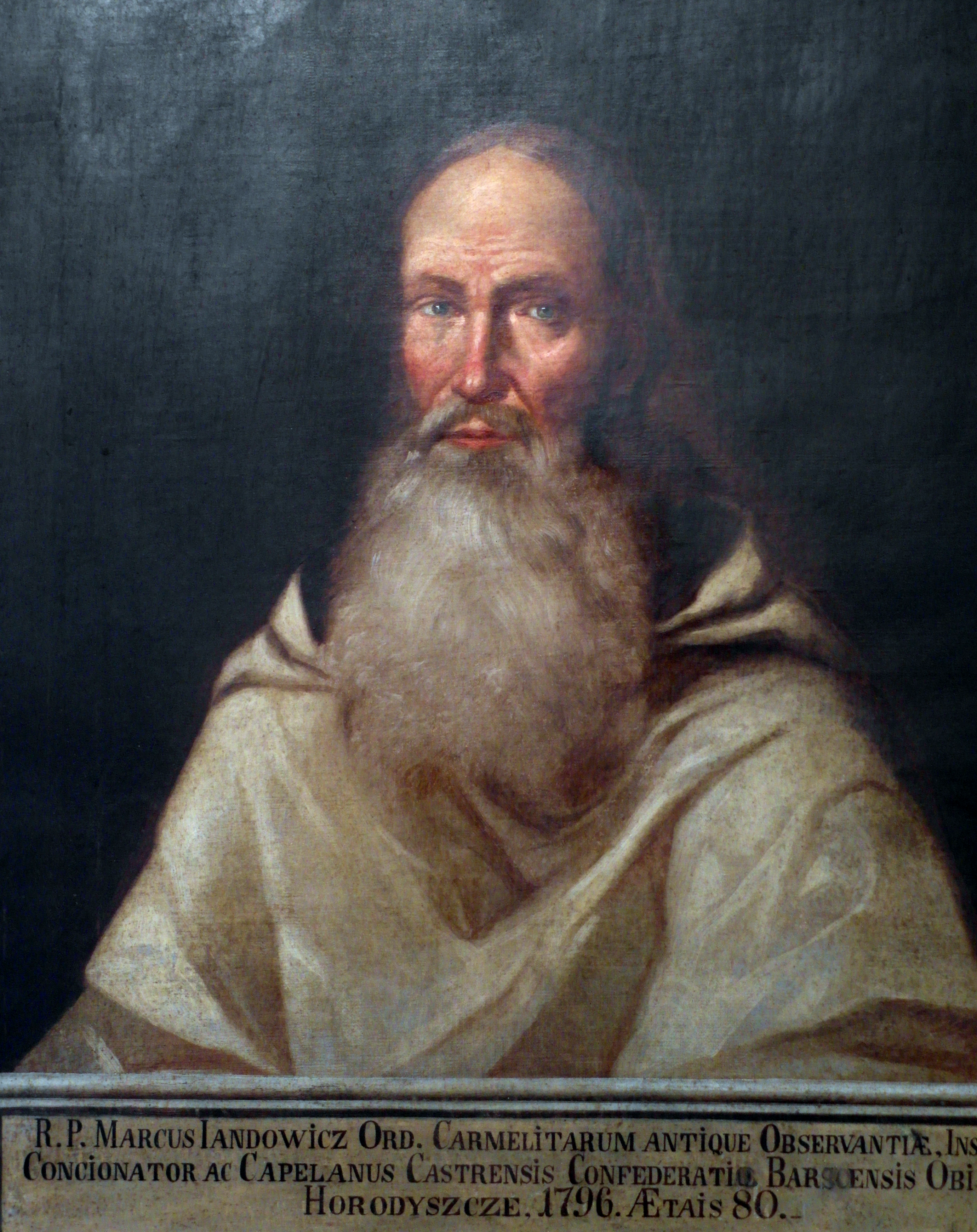
Ojciec Marek Jandołowicz OCarm, „Ksiądz Marek”, duchowy przywódca konfederacji barskiej, obraz pędzla nieznanego malarza z XVIII wieku

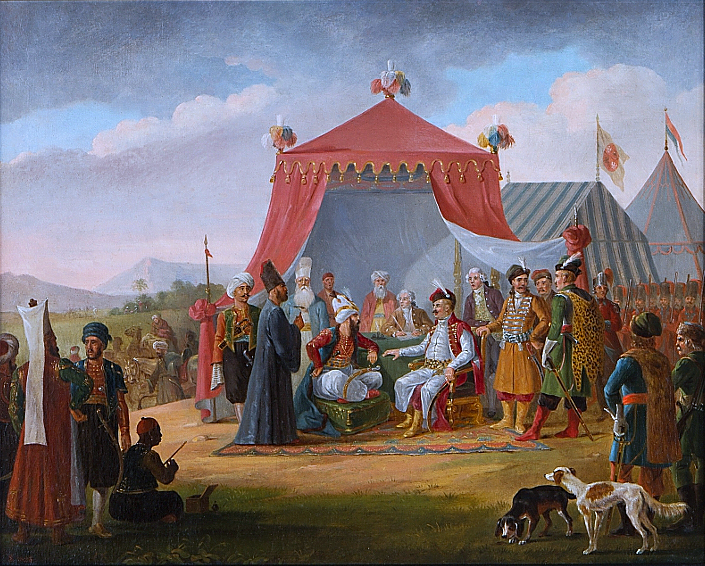
Marszałek konfederacji barskiej Michał Hieronim Krasiński przyjmuje dostojnika tureckiego, obraz Januarego Suchodolskiego

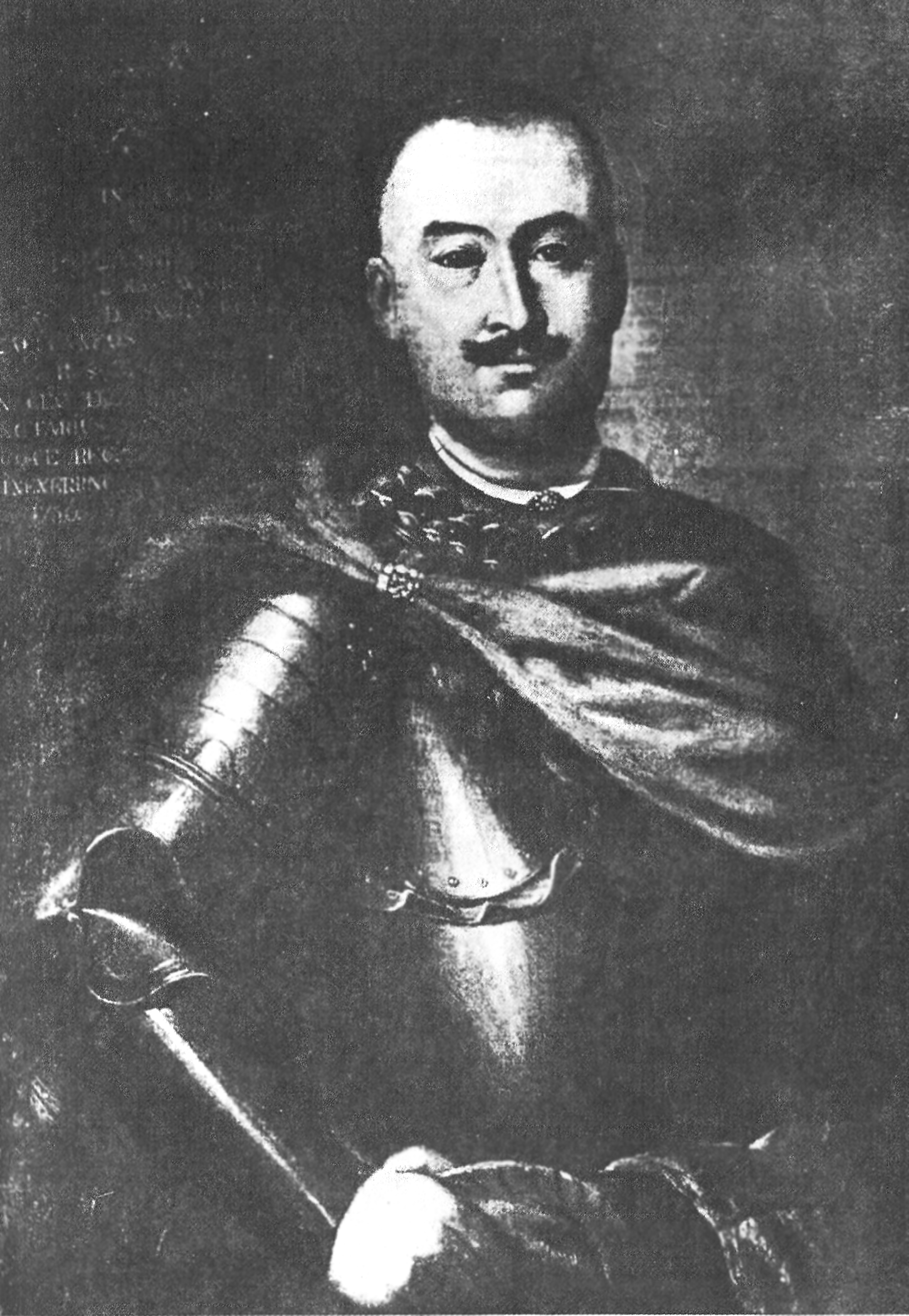
Józef Pułaski, marszałek związku wojskowego konfederacji barskiej, dowódca Pułku Krzyża Świętego, portret pędzla nieznanego malarza z XVIII wieku

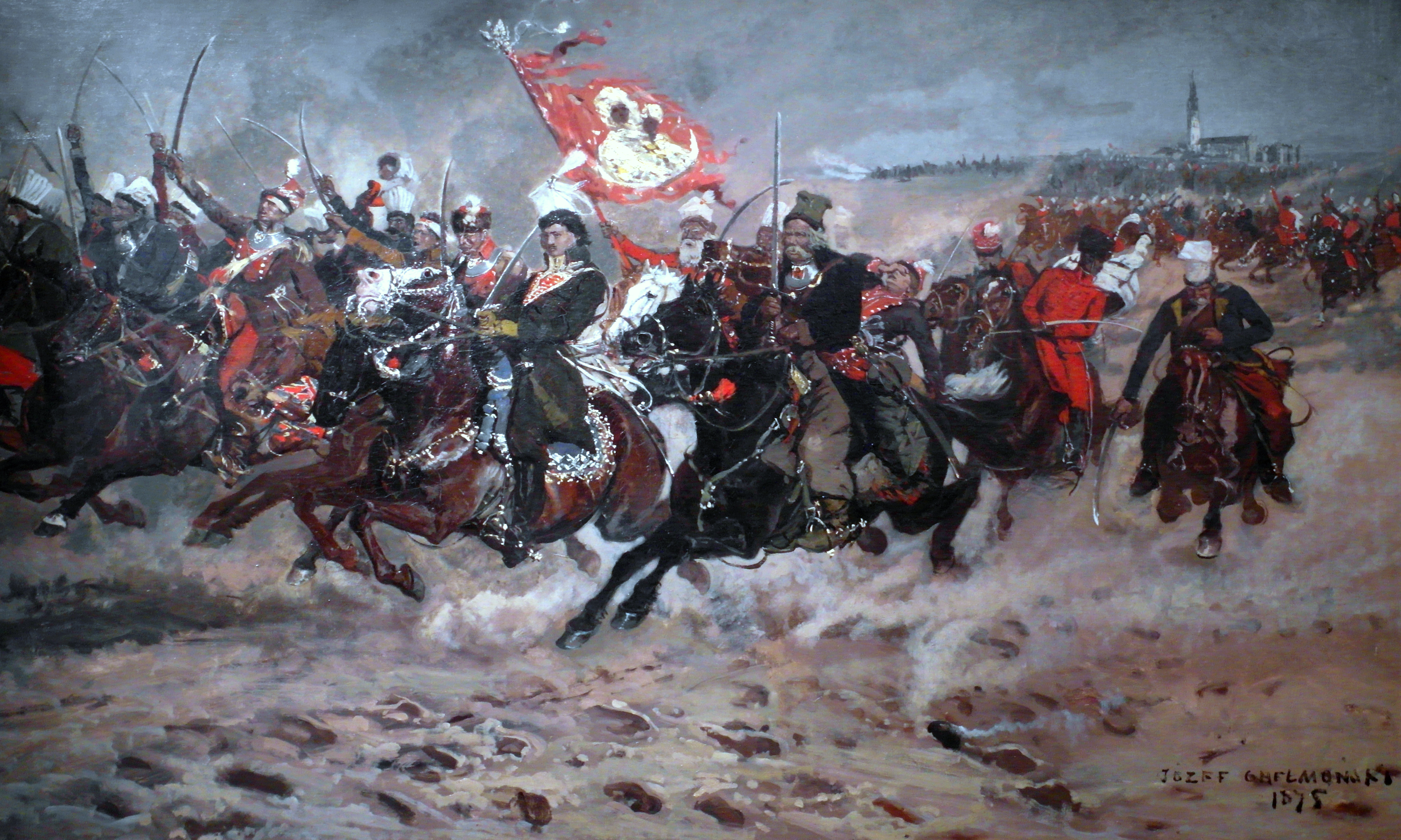
Kazimierz Pułaski pod Częstochową,
obraz Józefa Chełmońskiego z 1875 roku

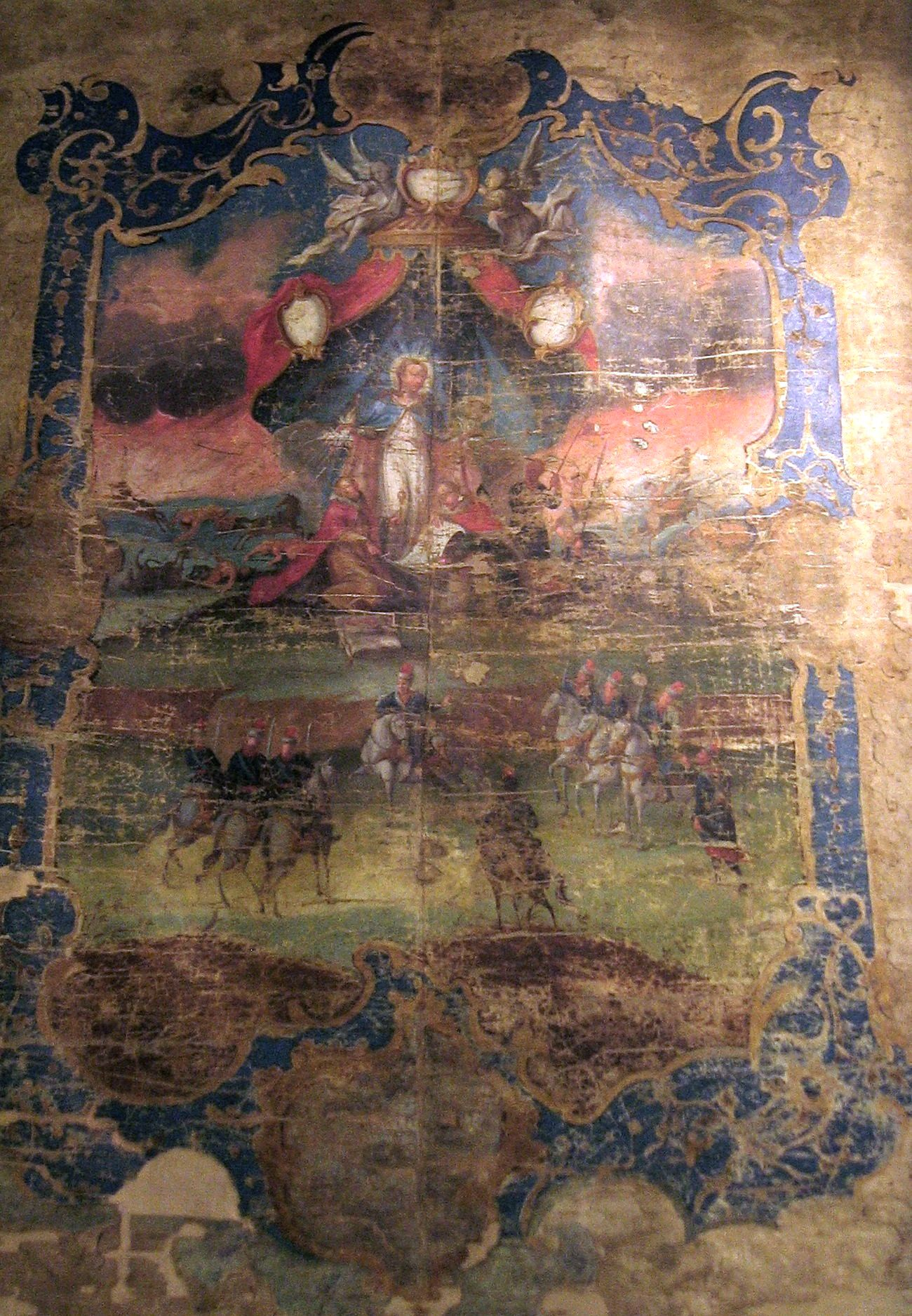
Chorągiew konfederatów barskich

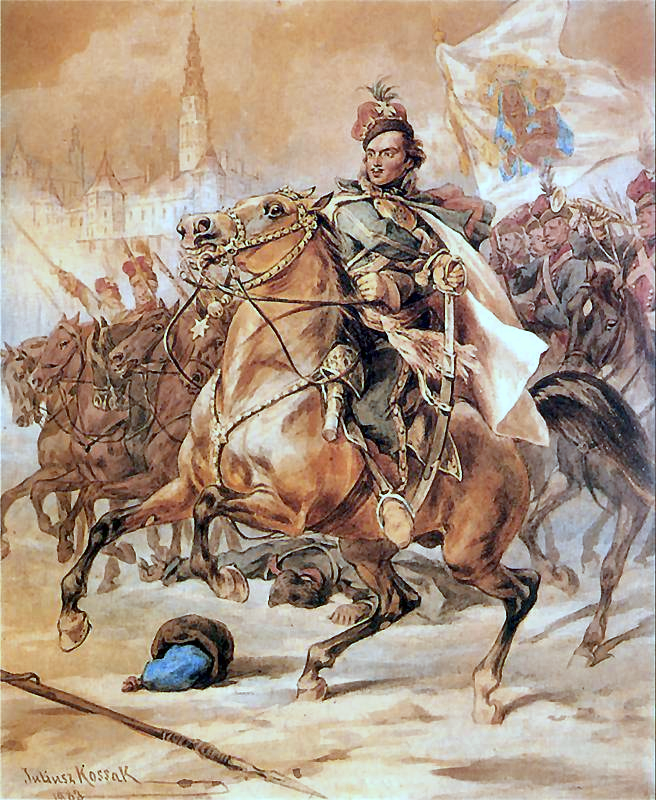
Kazimierz Pułaski pod Częstochową,
akwarela Juliusza Kossaka

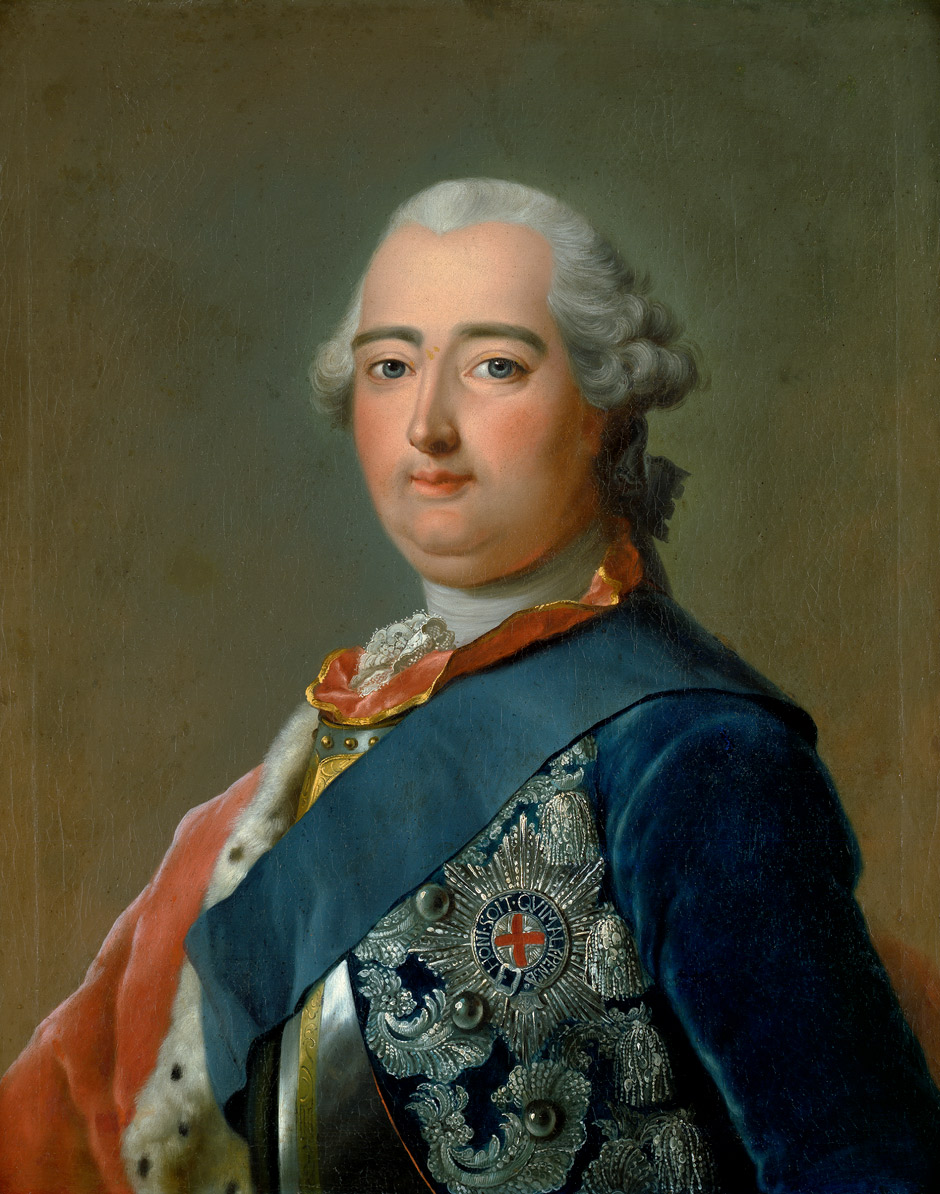
Landgraf heski Fryderyk II był rozważany przez niektórych prominentnych przywódców konfederacji barskiej jako kandydat na króla Polski po strąceniu Stanisława Augusta Poniatowskiego, obraz pędzla Johanna Heinricha Tischbeina z ok. 1770 roku

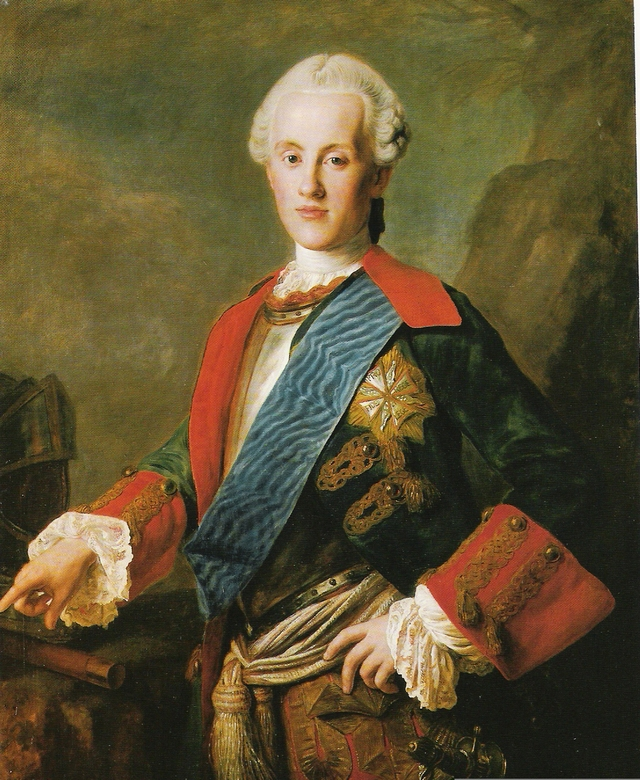
Królewicz Karol Krystian Wettyn pretendent do tronu Polski po detronizacji Stanisława Augusta

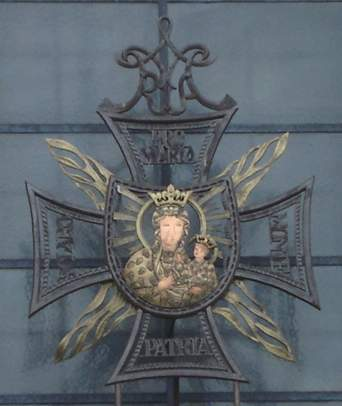
Krzyż konfederatów barskich na Jasnej Górze

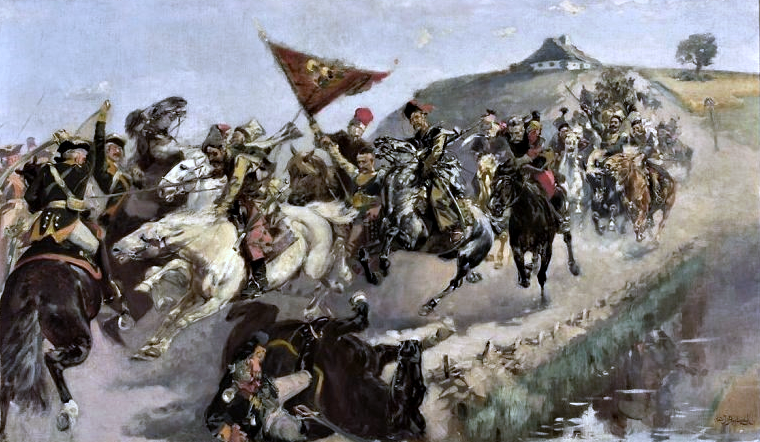
Potyczka w drodze, obraz Wacława Pawliszaka

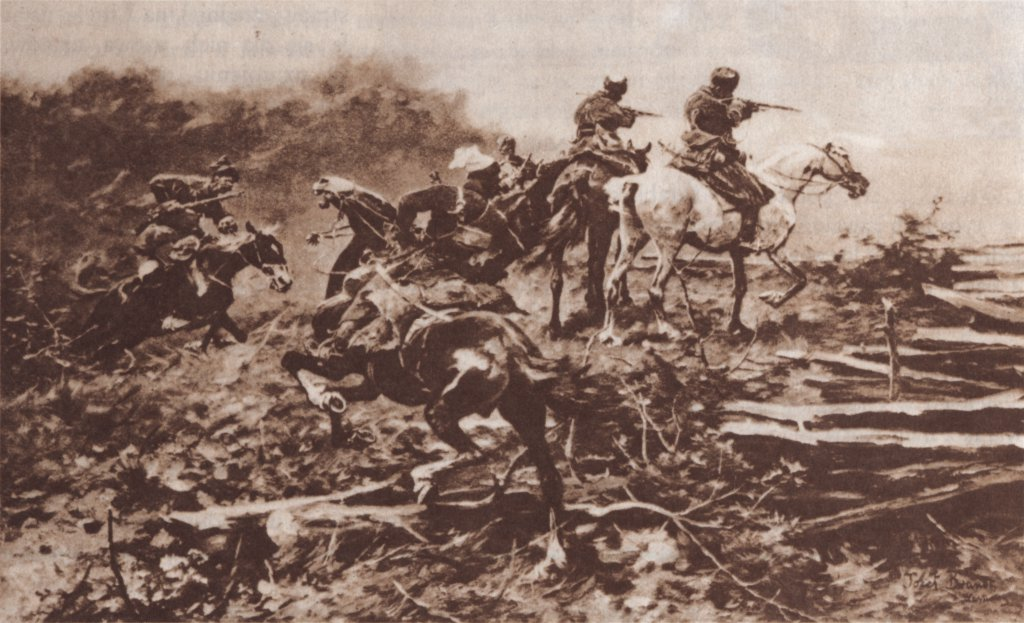
„Konfederacja barska”.
Obraz Józefa Brandta.

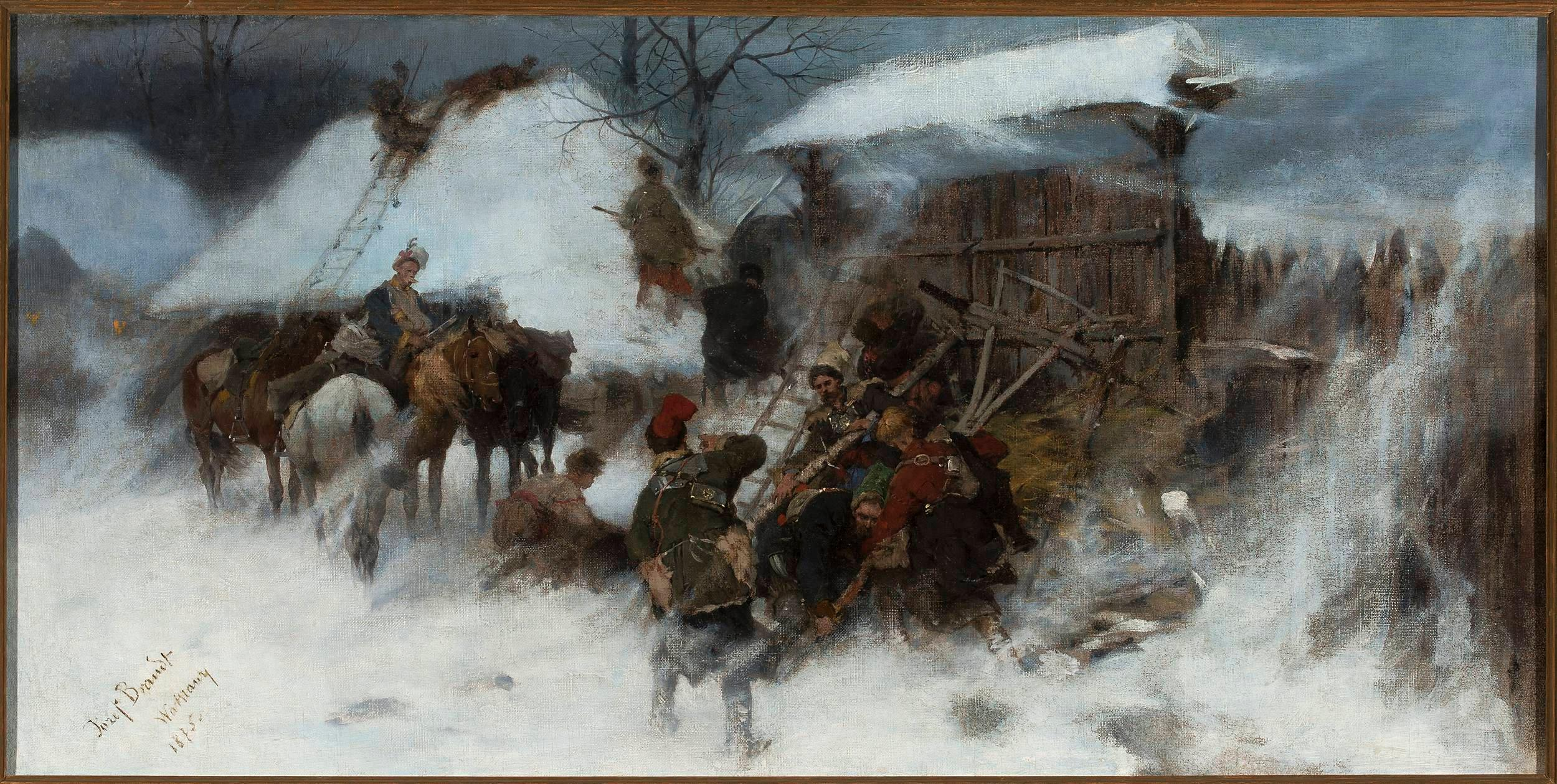
Obrona zaścianka przez konfederatów barskich, obraz Józefa Brandta

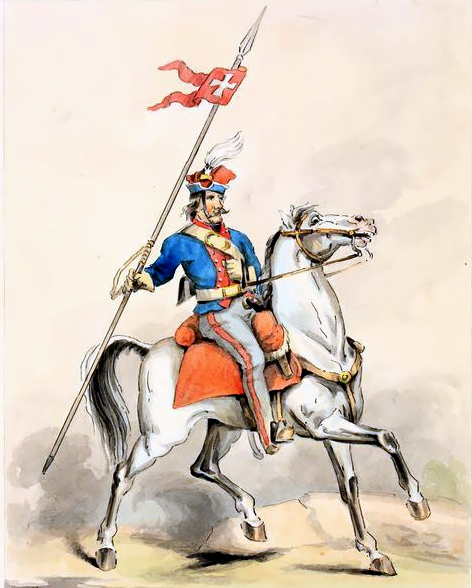
Konfederat barski

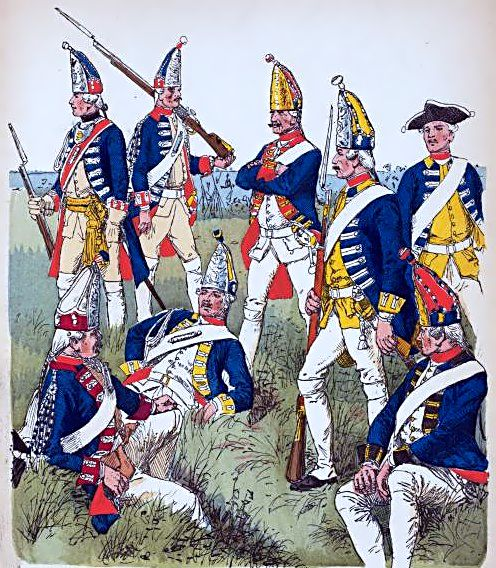
Grenadierzy i muszkieter wojsk rosyjskich w 1762

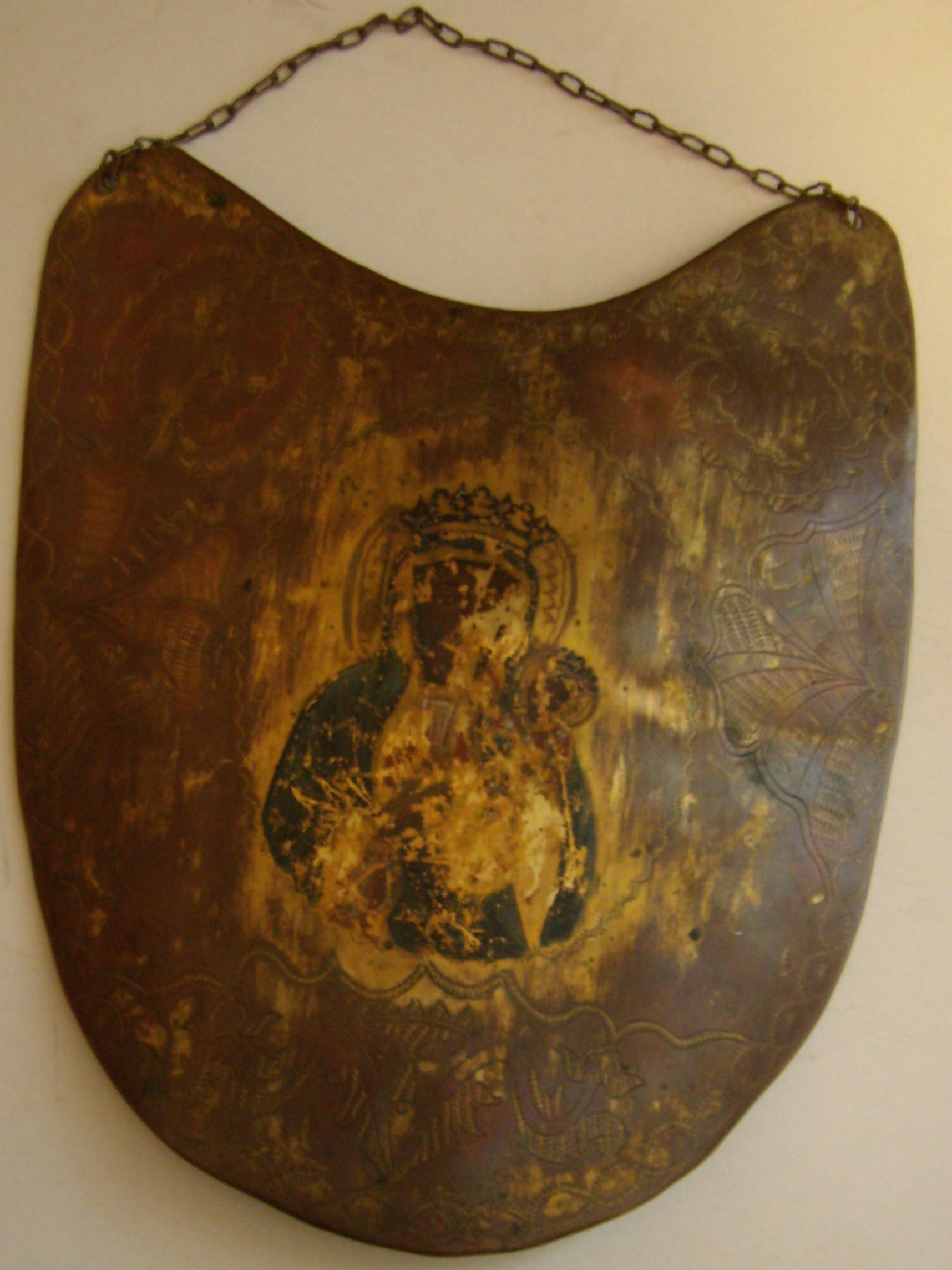
ryngraf Józefa Sawy Calińskiego

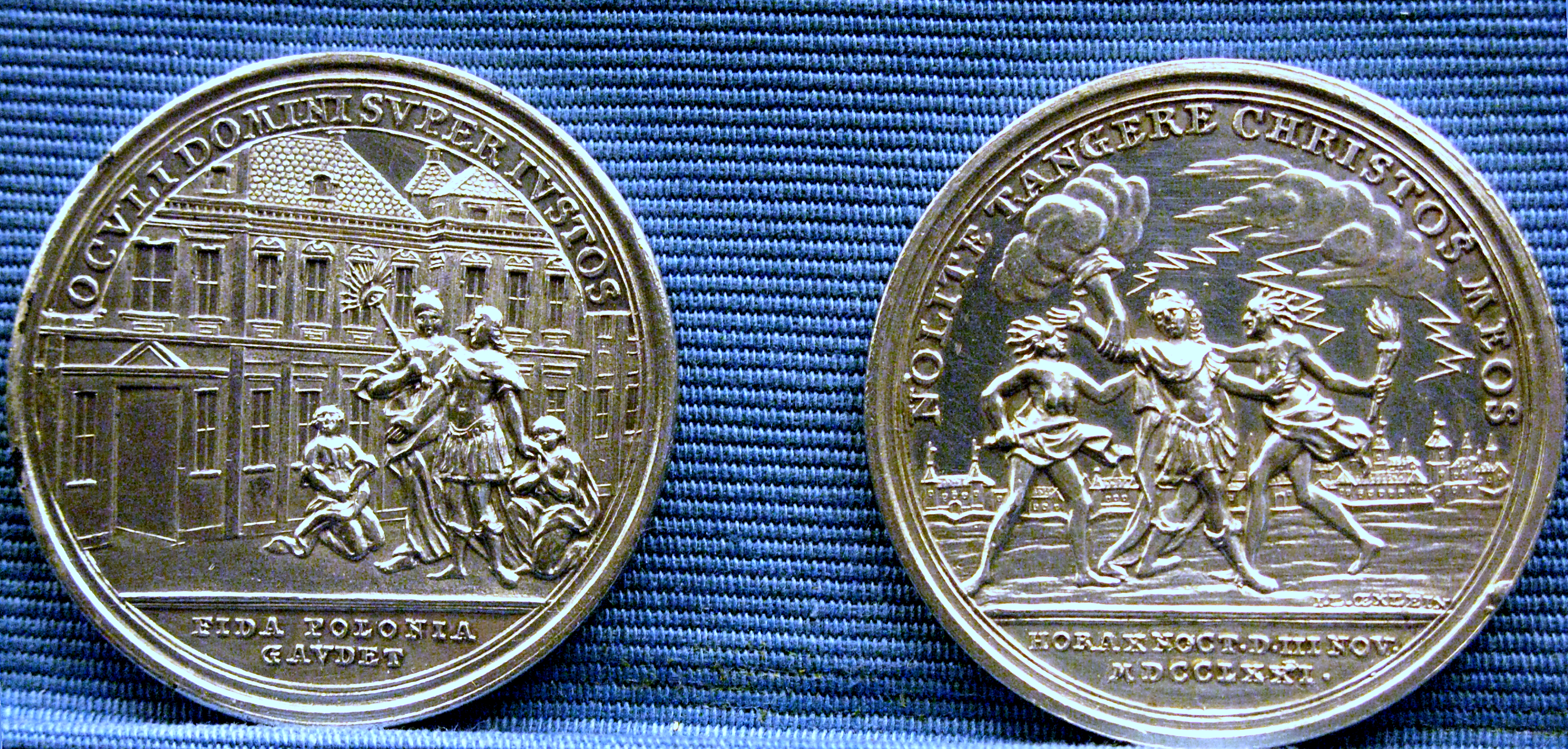
Medal upamiętniający porwanie Stanisława Augusta Poniatowskiego przez konfederatów barskich w 1771

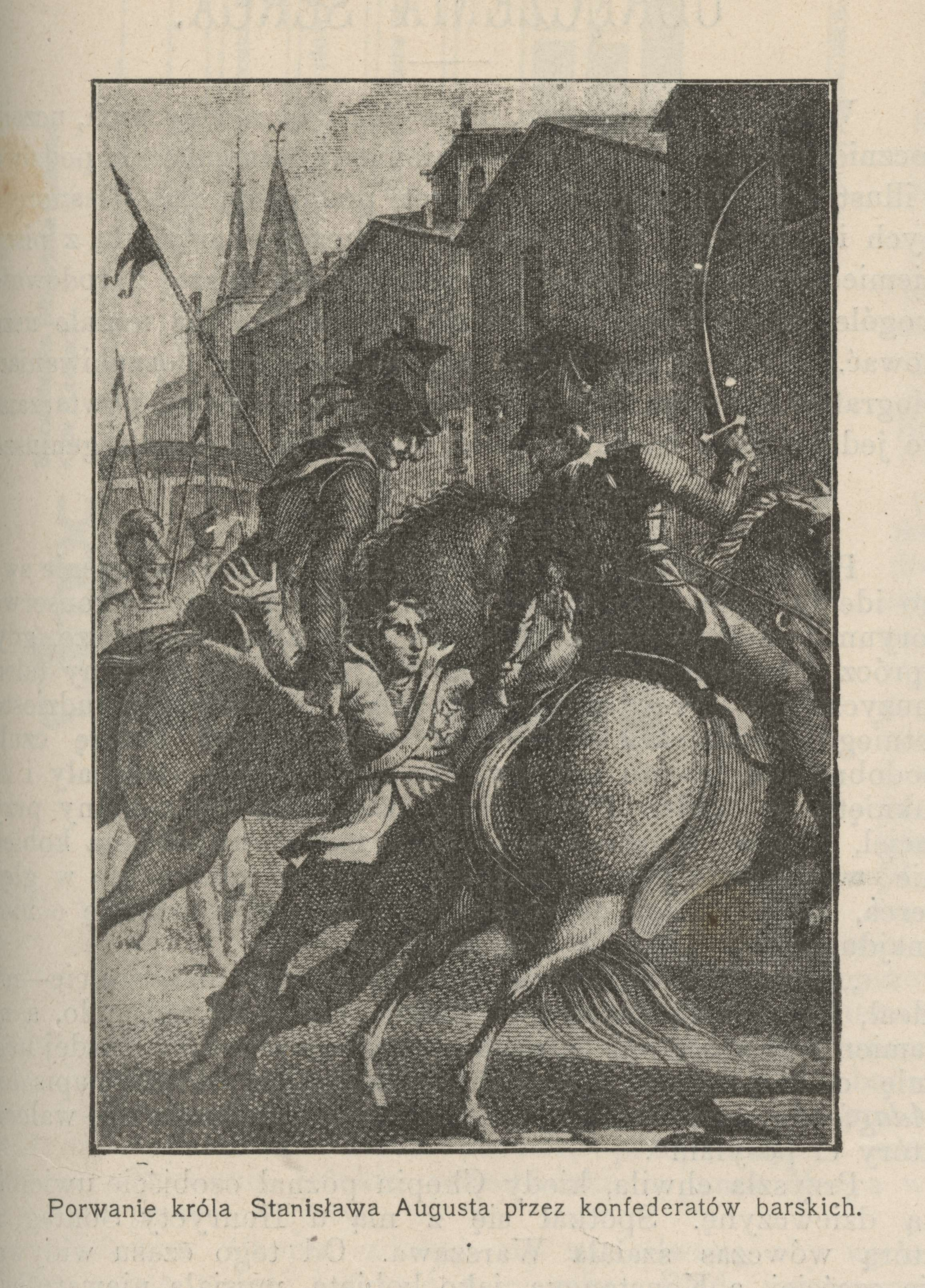
Porwanie króla Stanisława Augusta przez konfederatów barskich. Ilustracja z Biesiady Literackiej z 1899 roku

Konfederacja barska (1768–1772) – zbrojny związek szlachty polskiej, utworzony w Barze na Podolu 29 lutego 1768 roku z zaprzysiężeniem aktu założycielskiego w obronie wiary katolickiej i niepodległości Rzeczypospolitej, skierowany przeciwko: protektoratowi Imperium Rosyjskiego, królowi Stanisławowi Augustowi Poniatowskiemu i popierającym go wojskom rosyjskim. Celem konfederacji było zniesienie ustaw narzuconych przez Rosję, zwłaszcza zapewniających równouprawnienie innowiercom.
Przez niektórych historyków uważana jest za pierwsze polskie powstanie narodowe.
Ogólną nazwą konfederacji barskiej określa się 66 lokalnych konfederacji Korony i Litwy. Przedstawiciele tych 66 cząstkowych związków tworzyli zorganizowany pod koniec października 1769 naczelny organ władzy zwany Generalnością.

## Tło
Narzucony przez Rosję kandydat do polskiego tronu, Stanisław August Poniatowski, rozpoczął w 1764 zmiany ustrojowe, które zrywały z dotychczasowym systemem demokracji szlacheckiej. Szczególnie wiele kontrowersji wzbudziły wysunięte przez protestanckie Prusy i prawosławną Rosję żądania przyznania praw politycznych innowiercom zamieszkującym Koronę Królestwa Polskiego i Wielkie Księstwo Litewskie.
Reformy budziły opór polskiej szlachty i magnatów, a począwszy od 1766 odstąpili od nich nawet inicjatorzy – Familia Czartoryskich. Postawiło to Stanisława Augusta w sytuacji całkowitego osamotnienia.
W 1767 w granice Rzeczypospolitej wkroczyły dwudziestotysięczne oddziały wojsk rosyjskich, pod osłoną których 20 marca 1767 poseł rosyjski Nikołaj Repnin zawiązał konfederacje różnowiercze: słucką dla Wielkiego Księstwa Litewskiego i toruńską dla Korony. 23 czerwca w reakcji na te wydarzenia katolicka szlachta pod wpływem Repnina zawiązała konfederację radomską, skierowaną przeciwko Stanisławowi Augustowi. Repnin, umiejętnie kierował jej ostrze przeciwko osobie króla, szachując Poniatowskiego i zmuszając do wypełnienia woli Katarzyny II.
Zawiązany pod węzłem konfederacji radomskiej tzw. sejm repninowski (1767–1768) w Warszawie zajął się rewizją reform przeprowadzonych przez sejm konwokacyjny w 1764.
Kością niezgody pozostała nadal sprawa równouprawnienia innowierców. Repnin postanowił sterroryzować posłów, porywając 14 października przywódców konfederacji radomskiej: biskupa krakowskiego Kajetana Sołtyka, biskupa kijowskiego Józefa Andrzeja Załuskiego, hetmana polnego koronnego Wacława Rzewuskiego i jego syna Seweryna. Sterroryzowany sejm uległ ostatecznie woli ambasadora rosyjskiego.
24 lutego 1768 Rzeczpospolita podpisała z Rosją traktat wieczystej przyjaźni, mocą którego stawała się protektoratem rosyjskim. Katarzyna II gwarantowała nienaruszalność granic i ustroju wewnętrznego tego państwa.
26 lutego uchwalono prawa kardynalne, wpisując równouprawnienie innowierców jako nienaruszalne prawo Rzeczypospolitej.
W przededniu tych wydarzeń Warszawę opuścili główni przywódcy spisku barskiego.

## Zawiązanie

### Konfederacja generalna
Konfederacja generalna zawiązana została w Barze 29 lutego 1768. Skierowana była przeciw różnowiercom, cesarzowej Rosji Katarzynie II i uległemu jej królowi Stanisławowi Augustowi Poniatowskiemu, który z pomocą Repnina narzucił Rzeczypospolitej gwarancję rosyjską.
Naczelne hasło konfederatów brzmiało wiara i wolność (słowa Sołtyka), a w kwestiach ustrojowych połączyli się w ich szeregach konserwatyści z reformatorami.
4 marca 1768 w Barze, w dniu św. Kazimierza, zawiązano i zaprzysiężono związek zbrojny Konfederacji.
23 marca 1768 na Radzie Senatu podjęto uchwałę o wezwaniu wojsk rosyjskich w celu stłumienia konfederacji barskiej. Za głosowało 14 senatorów, m.in. prymas Gabriel Podoski, podskarbi wielki koronny Teodor Wessel, marszałek nadworny koronny Franciszek Wielopolski, Władysław Roch Gurowski. Stanisław August Poniatowski gotów był podpisać uchwałę Senatu nawet wbrew większości senatorów, aby tym okazać swą gorliwość i niewzruszoną wierność ku Rosji.

### Konfederacja krakowska
21 czerwca 1768 roku ogłoszono w Krakowie pod przewodnictwem marszałka województwa krakowskiego i zarazem stolnika ziemi stężyckiej, akt zawiązania konfederacji krakowskiej, na mocy której ziemia krakowska poparła program konfederacji barskiej. 21 czerwca 1768 Michał Czarnocki marszałek krakowski wystosował uniwersał do mieszkańców powiatów, wzywając ich, by przystąpili do konfederacji, która została zawiązana w Barze na Podolu. Uniwersał wzywał katolików by wzięli pod siebie to przekonanie, że lepiej przestać żyć, aniżeli patrzeć na nadwerężenie wiary świętej katolickiej, tudzież widząc oczywistą zgubę Ojczyzny.
W 1768 roku konfederacja szybko rozprzestrzeniła się na Małopolskę, Wielkopolskę i Ukrainę, w 1769 roku objęła Litwę.

## Przywódcy
Inicjatorami zawiązania konfederacji był biskup kamieniecki Adam Stanisław Krasiński i marszałek nadworny koronny Jerzy August Mniszech. Związek zbrojny zorganizowali: Michał Hieronim Krasiński (marszałek generalny konfederacji w Koronie), Joachim Potocki (regimentarz generalny konfederacji w Koronie), Michał Jan Pac (marszałek generalny konfederacji na Litwie), Józef Sapieha (regimentarz generalny konfederacji na Litwie), Józef Pułaski (marszałek związku wojskowego konfederacji, ojciec dowódcy konfederatów Kazimierza Pułaskiego), Wawrzyniec Potocki (reprezentant Wielkopolski, piastujący urząd konsyliarza z prawem zasiadania w Radzie Generalnej, generalny regimentarz wojsk koronnych komputowych i konfederackich, a ostatecznie marszałek konfederacji na miejsce Krasińskiego). W maju 1768 król Prus Fryderyk II radził Katarzynie II, by Rosjanie porwali przywódców konfederacji barskiej, Michała Hieronima Krasińskiego i Józefa Pułaskiego, i w ten sposób położyli kres temu przedsięwzięciu. Wysłany w tym celu do Mołdawii Żyd Bunia został jednak zdemaskowany.

## Geopolityka
25 września 1768 Imperium Osmańskie faktycznie wypowiedziało wojnę Rosji pod pretekstem żądania opuszczenia Polski przez wojska rosyjskie. Nikołaj Repnin wyłożył na rzecz Szkoły Rycerskiej 5555 dukatów (100 000 złotych polskich), by powstrzymać jej kadetów od udziału w konfederacji barskiej. W październiku w Białej utworzono Radę Generalną Stanów Skonfederowanych – Generalność – naczelny organ władz konfederackich i dowództwo powstania, którego powołanie było warunkiem udzielenia barzanom przez Francję pomocy dyplomatycznej, wojskowej i finansowej.
Zaktywizowało to ponownie konfederację barską, już wcześniej wspieraną przez Turcję, a także przez Francję, skąd płynęły pieniądze, broń i instruktorzy wojskowi (m.in. Charles François Dumouriez). Posłem Generalności przy dworze wersalskim był Michał Wielhorski. Francja walczyła w tym czasie z Anglikami o Kanadę i zainteresowana była osłabieniem mocarstw europejskich. Austria z kolei pozwoliła Generalności na rezydowanie w Preszowie, a później w Cieszynie. Kluczową rolę w zabiegach dyplomatycznych odegrał bp kamieniecki, Adam Stanisław Krasiński (brat Michała).
16 grudnia 1768 pod gwarancją Francji konfederaci zawarli nieformalny traktat przymierza polsko-tatarsko-tureckiego, którego artykuł 4. zobowiązywał Turcję i Chanat Krymski do niezawierania pokoju z Rosją aż do czasu przywrócenia poprzedniego systemu rządów w Rzeczypospolitej. Państwa te miały też zagwarantować niepodległość Polski zgodnie z klauzulami traktatu pruckiego z 1711.
Papiestwo oraz Królestwo Prus, związane z Rosją traktatem z 1767 roku, zachowało formalnie neutralność wobec konfederacji barskiej, a wielu jej przywódców znalazło schronienie na terytorium pruskim. Konfederacja barska uniemożliwiająca protektorat rosyjski nad całą Polską, wprowadzająca wrogość w stosunki polsko-rosyjskie i burząca początki dobrego ładu w Rzeczypospolitej służyła polityce króla Prus Fryderyka II Wielkiego, który w gruncie rzeczy popierał barzan.
Papież Klemens XIV nie tylko nie przesłał konfederatom bezpośredniej zachęty, ale nawet wydał brewe popierające króla. Jednakże Prusacy rozciągnęli kordon sanitarny przez Praszkę, Rawicz, Wschowę aż pod Poznań. Oficerowie pruscy kupowali od Rosjan jeńców-konfederatów i wcielali ich do wojska. Niejednokrotnie wojska pruskie przeprowadzały rajdy na terytorium Rzeczypospolitej.

## Przebieg

### 1768
Konfederaci, wszczynając wojnę domową, wypowiedzieli również wojnę Rosji i zaatakowali garnizony wojsk rosyjskich znajdujące się od czasu bezkrólewia w 1763 w Rzeczypospolitej. Gdy 19 czerwca 1768 Rosjanie, wspierani przez wierne Stanisławowi Augustowi wojska koronne pod wodzą regimentarza Franciszka Ksawerego Branickiego, zdobyli Bar – szlachta przeniosła walki na Ukrainę, licząc na pomoc pobliskiej Turcji. Wkrótce jednak doszło tam do buntu hajdamaków oraz rzezi ludności polskiej i żydowskiej (rzeź humańska, koliszczyzna). Krwawy bunt chłopski został równie okrutnie stłumiony, a przywódcy kozaccy Iwan Gonta i Maksym Żeleźniak straceni.
Wkrótce powstanie objęło większą część kraju; w wyjątkowo aktywnej Wielkopolsce dowodziła Izba Konsyliarska. Od 15 lipca do 26 października 1768 na Białorusi trwało powstanie, które zakończono kapitulacją Nieświeża. W dukielskim pałacu Jerzego A. Mniszcha na Podkarpaciu pojawiali się niemal wszyscy ówcześni przywódcy konfederacji z terenu Małopolski, którzy przygotowali zgromadzenie konfederatów barskich koło Rymanowa.
6 lipca 1768 w obozie pod Sieniawą obwołany marszałkiem konfederackim Jakub Ignacy Bronicki, dziedzic Nowotańca, w czasie generalnego zjazdu szlachty sanockiej i dukielskiej, skupił około 6 tys. ludzi, ogłaszając akt konfederacji Ziemi sanockiej. Nowo wybrany marszałek ruszył spod Sieniawy przez Krosno na czele swojego oddziału konfederatów z odsieczą dla Krakowa. Po upadku miasta próbował dowodzić obroną Wawelu przed szturmem wojsk rosyjskich. 15 września jako generalny regimentarz partii małopolskiej wezwał szlachtę do wytrwania. Uszedł na południową stronę Karpat (dzisiejsza Słowacja – wówczas Górne Węgry), skąd nawiązał korespondencję z austriackim kanclerzem Wenzlem Antonem von Kaunitzem. Zmarł po krwawych wydarzeniach w roku 1768.
W 1768 Kazimierz Pułaski z 700 konfederatami i 800 cywilami przetrwał 17 dni oblężenia Berdyczowa, trzykrotnie odpierając szturmy.

### 1769
Wszechobecność wojsk wroga utrudniała organizację i maksymalna liczba konfederatów walczących równocześnie wyniosła 20 tysięcy.
Wiosną 1769 oddział konfederatów barskich, dowodzony przez Józefa Bierzyńskiego, podjął nieudaną próbę opanowania zamku w Starej Lubowli, będącego w posiadaniu Kazimierza Poniatowskiego. Ten poprosił wówczas Austriaków o zajęcie starostwa spiskiego.
W okolicy wsi Barwinek, skoncentrowały się siły konfederackie ks. Jerzego Marcina Lubomirskiego, niefortunnego obrońcy Krakowa. Przybył z Podola także Kazimierz Pułaski, mimo młodego wieku (24 lata) czołowy dowódca wojskowy konfederacji. Tu prowadzono zaciągi i zorganizowano jeden z największych obozów konfederackich. Lubomirski powierzył Pułaskiemu funkcję regimentarza krakowsko-sanockiego i sandomierskiego. W Barwinku sygnowany był uniwersał Pułaskiego, wzywający pod broń szlachtę Podkarpacia.
Stąd też w kwietniu 1769 wybrano się przeciw rosyjskim oddziałom Jelczaninowa do bitwy pod Iwlą. Pułaski wyruszył w wielki rajd kawaleryjski na Podlasie i Litwę. W dniu 6 kwietnia 1769 na polach między Miejscem a Rogami niedaleko Krosna, miała miejsce bitwa konfederatów barskich z Rosjanami w której został ranny gen. Kazimierz Pułaski. Powstańcy wielokrotnie przebywali w Dukli u Męcińskich w pałacu lub przechodzili na Słowację. 8 kwietnia, niespodzianie dla Rosjan Polacy zwycięsko atakują ich obóz pod Iwlą.
Oblężenie zamku Lubomirskich w Rzeszowie trwało dwa dni (11–12 sierpnia 1769) i uczestniczyło w nim 3 tys. żołnierzy wyposażonych w kilka armat oraz 3 sotnie kozaków. Oblężenie i nieudaną „odsiecz” zorganizowaną przez konfederatów opisał w powieści Pobitne pod Rzeszowem Szczęsny Morawski. W potyczce pod zamkiem zginęło 42 konfederatów i jeden chłop z pobliskiej wsi Słocina. Zamek 12 sierpnia zajęli Rosjanie. 15 sierpnia 1769 z rana, odbyła się przysięga konfederatów barskich przed cudownym obrazem Matki Bożej Niepokalanej w Strzyżowie w obecności Kazimierza Pułaskiego i Stanisława Trzecieskiego (obraz ten został zamieszczony na sztandarze konfederatów). Po mszy udano się do Rzeszowa i stoczono bitwę pod Pobitnem.
Dochodzi też do walk pod Lwowem i 8 sierpnia 1769 pod Leskiem, pod Hoszowem (gdzie zostaje ranny i umiera 16 sierpnia 1769 Franciszek Pułaski stryjeczny brat Kazimierza Pułaskiego, pochowany w Lesku), na zamku w Odrzykoniu (tzw. Kamieńcem) koło Krosna, w Samoklęskach, Dębowcu. 15 września 1769 w bitwie pod Łomazami ginie idący z pomocą bratu Kazimierzowi od strony Włodawy Franciszek Ksawery Pułaski, pochowany następnie w zbiorowej mogile konfederatów we Włodawie.

### 1770
Biskup poznański Andrzej Stanisław Młodziejowski z inspiracji posła rosyjskiego wydał 2 i 17 lutego 1770 listy pasterskie z okazji otworzenia jubileuszu przez papieża, w których piętnował imieniem zdrajców religii i ojczyzny tych wszystkich, którzy by śmieli powątpiewać o dobrych i świętobliwych zamiarach króla a podzielać zdanie konfederatów barskich.
5 kwietnia 1770 po bitwie pod Jedliczem w pogoni za konfederatami barskimi i po potyczkach koło Nowego Żmigrodu oraz po bitwie pod Siepietnicą 2 tys. żołnierzy rosyjskiego wojska Iwana Drewicza złupiło Biecz (zwłaszcza kościół i klasztor franciszkański w Bieczu, mordując także kilku zakonników). Jednak konfederaci zmylili pogoń, bo w większości wycofali się nieopodal Przełęczy Dukielskiej na wzgórze po słowackiej stronie zwane dziś Szańce, gdzie mieli obóz warowny. Dowódcy ulokowali się w Preszowie na Słowacji i wtedy graniczny pas Beskidu Niskiego stał się dogodnym terenem dla działań partyzanckich konfederatów. 18 kwietnia 1770 r. w nowosądeckie przybył marszałek łomżyński Kazimierz Pułaski dla współdziałania z Tomaszem Wilkowskim marszałkiem księstwa oświęcimskiego i zatorskiego oraz udzielania pomocy oddziałom rozstawionym między Czarnym Dunajcem a Konieczną. Pod Starym Sączem doszło wtedy do kilkugodzinnej potyczki. Do obozu pod Izbami przybyła dywizja Michała Dzierżanowskiego marszałka gostyńskiego, a nieco później dywizje warszawska i sochaczewska. W maju 1770 r. w Krakowie pozbawiony stanowisk i skazany na karę śmierci przez Generalność Józef Bierzyński sprzedał Rosjanom 300 żołnierzy i dwudziestu kilku oficerów barskich. W lipcu 1770 r. Kazimierz Pułaski przebywał w obozie pod Muszynką, gdzie w pobliskich Koniecznej i Izbach siły konfederackie, liczące od 1 tys. do 2 tys. żołnierzy oczekiwały Drewicza.
3–4 sierpnia 1770 na polach Izb i Wysowej wskutek zdrady zaatakowały konfederatów ponownie wojska carskie i Drewicz zmusił Pułaskiego do wycofania się na terytorium węgierskie. Według obliczeń Pułaskiego utracili oni 179 żołnierzy. Po klęsce pod Wysową, Pułaski udał się do Zborowa, skąd powrócił znów na Sądecczyznę do Starego Sącza. Liczne obozy warowne stworzono w miejscowościach Radoszyce, Barwinek, Muszynka, Izby (siedziba Kazimierza Pułaskiego), Blechnarka, Konieczna, Czeremcha i największy w Grabiu. Do porozumiewania się między Izbami a Blechnarką wykorzystywano sygnały flagowe nadawane ze szczytu Lackowej i to stąd pochodzi jej zwyczajowa nazwa „Chorągiewka Pułaskiego”. W lipcu 1770 r. Rosjanie rozbili obóz konfederatów pod dowództwem Pułaskiego w bitwie pod Blechnarką.
Król nie chciał z nimi pertraktować i 13 października 1770 w Preszowie na Słowacji konfederaci ogłosili akt jego detronizacji i bezkrólewia. Bezskutecznie próbowali zjednać dla swej sprawy królewicza polskiego Karola Krystiana Wettyna, któremu planowano oddać koronę polską. W latach 1762–1763 Kazimierz Pułaski przebywał na dworze księcia Kurlandii i Semigalii Karola Krystiana w Mitawie (obecnie Jełgawa). Księstwo Kurlandii (było lennem Rzeczypospolitej) stało się wcześniej obszarem zainteresowania Rosji. Caryca Rosji Katarzyna II mianowała swojego przedstawiciela w księstwie i wezwała władcę Rzeczypospolitej Augusta III do odwołania księcia Karola z Kurlandii. Już w trakcie walk Kazimierz Pułaski przeżył oblężenie Mitawy przez wojska rosyjskie oraz upokorzenia związane z abdykacją i wypędzeniem księcia Karola Krystiana przez Rosjan.

### 1771
16 maja 1771 król Stanisław August zawarł układ, mocą którego dowódca wojsk rosyjskich w Polsce gen. Iwan Weymarn i Franciszek Ksawery Branicki na czele królewskich pułków nadwornych i części gwardii mieli wspólnie toczyć walki z konfederatami. Król dostał na ten cel subsydia pieniężne od ambasadora rosyjskiego Kaspra von Salderna.
Na początku 1771 próbował zainteresować koroną polską Fryderyka II Heskiego wojewoda mazowiecki Paweł Michał Mostowski.
Szymon Marcin Kossakowski na czele swojej partii liczącej 4 tys. ludzi przeprowadził w lipcu i sierpniu 1771 serię śmiałych rajdów na Litwie i Białorusi, niszcząc przed Rosjanami mosty, przecinając sieci komunikacji i utrudniając aprowizację wojsk rosyjskich. Przekroczył też granicę Imperium Rosyjskiego i przeprowadził wypad na Smoleńszczyznę.
W październiku 1771 kierownik Generalności Michał Jan Pac upoważnił płk Kazimierza Pułaskiego do porwania władcy i przewiezienia go do twierdzy na Jasnej Górze. Uczestnikiem przygotowań do porwania był nuncjusz apostolski w Rzeczypospolitej Angelo Maria Durini. 3 listopada 1771 na ulicy Miodowej w Warszawie król, wracający karetą został napadnięty przez oddział konfederatów. Ranny w głowę został uprowadzony poza obwałowania miasta. Tam władcy udało się wzbudzić skruchę u jednego z porywaczy, który odprowadził go do młyna na Marymoncie.
Wielu przywódców konfederacji poległo, np. Kajetan Michał Sapieha marszałek połocki konfederacji barskiej, który po klęsce konfederacji na Litwie pod koniec 1769 r. przejął od uchodzącego do Prus brata Józefa resztki oddziałów konfederackich i musiał się z nimi szybko wycofać. Zginął 23 maja 1771 pod Lanckoroną w walce z wojskami Aleksandra Suworowa. Konfederaci pod dowództwem płk. Kieniewicza i majora Kutackiego stoczyli 18 czerwca 1771 walkę z Rosjanami w Marcinkowicach.

### 1772
Po rajdach Kazimierz Pułaski powracał do Barwinka. Wielokrotnie przez tę osadę przechodził z wojskami konfederatów i tu też mieli oni swoje szańce. Walka partyzancka przeciw wojskom rosyjskim i królewskim trwała przez ponad cztery lata. 14 maja 1772 do obozu w Barwinku przybył oficer austriacki wzywając do usunięcia się z tego miejsca i zagroził atakiem. Marszałkowie, sanocki Filip Radzimiński i inflancki Zyberg odpowiedzieli, że stoją we własnym kraju i nie zagrażają sąsiedniemu państwu. I wtedy rozegrała się bitwa. Konfederaci, widząc znaczną przewagę wojsk austriackich wycofali się do Dukli. Po wycofaniu się konfederatów, przez Barwinek wkroczyły wojska korpusu preszowskiej straży przedniej gen. Esterházyego i Hadika, dokonujące rozbioru Polski w imieniu Austriaków. 14 maja 1772 przekroczył Przełęcz Dukielską austriacki korpus preszowskiej straży przedniej gen. Esterházyego, wkraczający na ziemie polskie I zaboru. Mimo obronnych walk konfederatów, od połowy maja zostają zajęte miasta w południowej części Polski (takie jak Dukla, Krosno, Jasło, Jaśliska). Jako ostatnie (po nieudanej kontrofensywie z południa) broniły się Tyniec, Lanckorona, Wawel i Jasna Góra (do 18 sierpnia 1772) czy Zagórz (do 29 listopada 1772). W 1772 Antoni Barnaba Jabłonowski był posłem Generalności konfederacji barskiej, który udał się do Wiednia w celu ratowania Polski. Jednak i te rozmowy nie były skuteczne wobec zaborczych umów trzech państw.

## Symbole
Za czołowych bohaterów konfederacji uchodzą Kazimierz Pułaski (obrońca Jasnej Góry), Kozak Józef Sawa Caliński (na Mazowszu) oraz Józef Zaremba (w Wielkopolsce), a także uważany za proroka charyzmatyczny kapłan, karmelita Marek Jandołowicz (ksiądz Marek). Konfederaci pozostawili po sobie bogaty zbiór pieśni. Najsłynniejsze z nich to Zdaj się, Polaku, w opiekę Maryi, Stawam na placu z Boga ordynansu, Piosenka o Drewiczu. Do tego powstania nawiązywali pisarze, m.in. Juliusz Słowacki w dziele Ksiądz Marek ze znaną Pieśnią konfederatów, a także w dramacie Sen srebrny Salomei. Adam Mickiewicz artykułem z 1833 roku pt. O ludziach rozsądnych i ludziach szalonych tworzy zręby mitu barskiego. Określa w nim rzeczywiste znaczenie konfederacji jako pierwszego polskiego powstania i wzoru wszystkich następnych zrywów narodowych Polaków, powstania łączącego hasłami wolności z symbolami religijnymi.
Za jeden z symboli konfederacji barskiej uważa się ryngraf, potwierdzają to liczne zachowane zabytki.

## Skutki

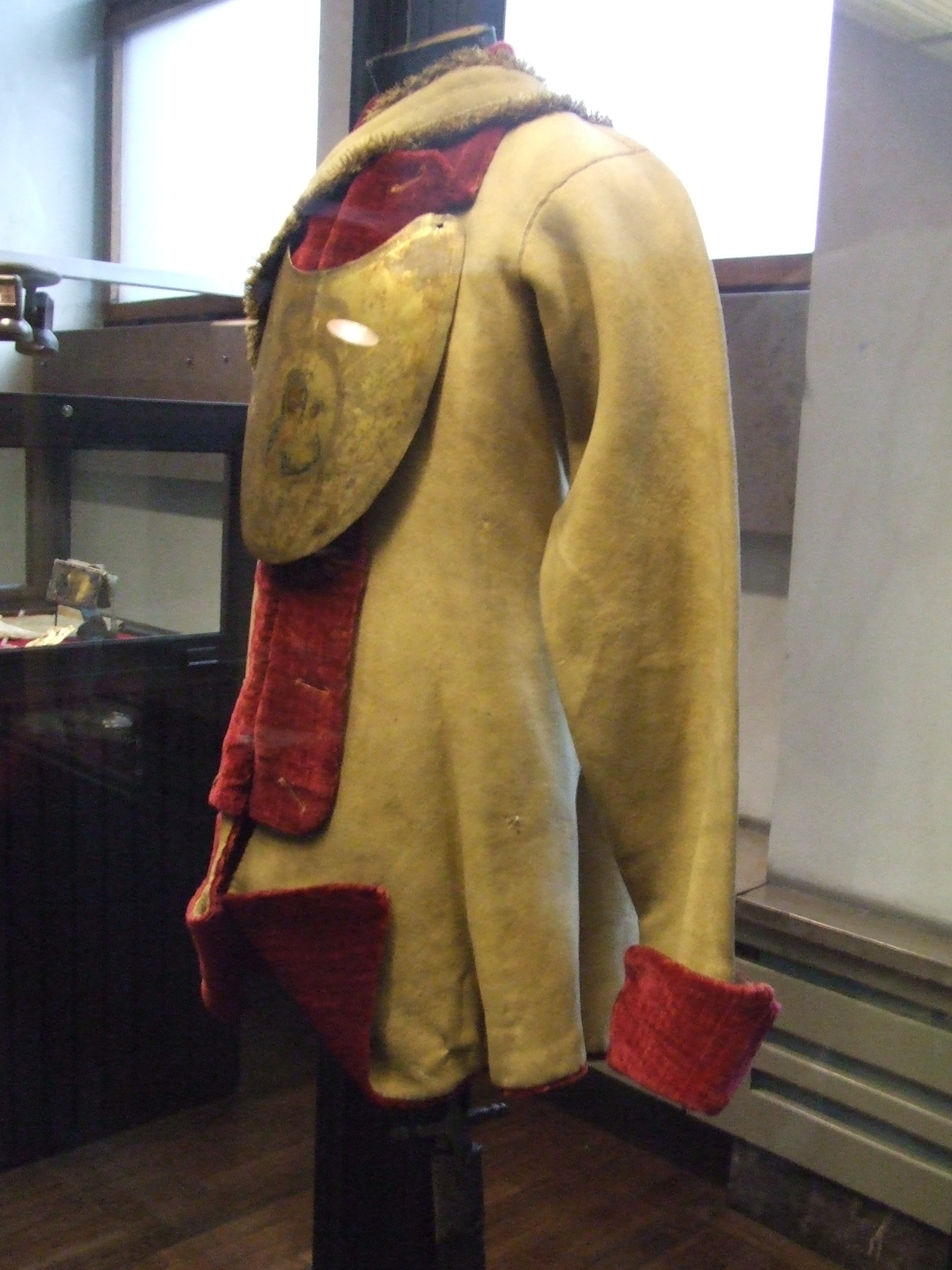
Kurtka kawaleryjska barska

W walkach po stronie konfederatów wzięło udział do 100 tysięcy ludzi. Stoczono około 500 potyczek. Straty poniesione w konfederacji barskiej król Stanisław August Poniatowski w mowie sejmowej 29 sierpnia 1776 ocenił na 60 tysięcy. Po jej upadku zesłano na Sybir według szacunków samego posła rosyjskiego Nikołaja Repnina ponad 14 tys. konfederatów, resztę przymusowo wcielono do armii rosyjskiej. Rosjanie utworzyli obozy przejściowe dla jeńców konfederackich na warszawskiej Pradze i w Połonnem na Ukrainie, skąd byli transportowani etapami do Kijowa, Smoleńska, Orła, Tuły, Kazania i Tobolska. Nikt nie wie ilu ludzi zginęło.
W pamięci polskich dysydentów barzanie zapisali się bardzo negatywnie. Dobra polskich ewangelików były przez barzan systematycznie łupione (np. Pawła Grabowskiego), zniszczono wiele kościołów, zdarzały się także przypadki zabójstw innowierców i ich duchownych (np. pastor Joachim Samuel Majewski w Żychlinie w 1769). Wielu dysydentów uciekło albo do Warszawy albo za granicę w obawie przed prześladowaniami. Jeszcze w połowie XIX wieku zachowała się wśród nich pamięć o antyprotestanckich nastrojach.
Propaganda państw ościennych starała się wykorzystać konfederację jako jeden z pretekstów do I rozbioru w 1772. Decyzja o rozbiorze Polski zapadła w Petersburgu już w połowie 1771, jednak ambasador rosyjski Kaspar von Saldern miał polecone trzymanie Polaków w nieświadomości.

## Niektóre bitwy
- 11 czerwca 1768 – starcie pod Ratajami (pod Pyzdrami)
- 12 czerwca 1768 – potyczka pod Raszkowem
- 14 czerwca 1768 – bitwa pod Krotoszynem (mylnie nazwana bitwą pod Szczekocinami)
- 19 czerwca 1768 – obrona Baru
- czerwiec[33], 27 lipca – 17 sierpnia 1768 – oblężenie Krakowa[34]
- 3–4 października 1768 – rejon Lackowej (Jawor, okolice Wysowej itp.)
- 26 października 1768 – kapitulacja Nieświeża.
- 8 marca 1769 – Okopy Świętej Trójcy
- 19 marca 1769 – bitwa pod Pakością
- 30 marca 1769 – bitwa pod Lwowem
- 6 kwietnia 1769 – bitwa pod Rogami i Miejscem koło Krosna
- 8 kwietnia 1769 – bitwa pod Iwlą
- 27 maja 1769 – bitwa pod Brzeżanami
- 12 lipca 1769 – bitwa pod Słonimem
- 17 lipca 1769 – bitwa pod Białymstokiem
- 8 sierpnia 1769 – bitwa pod Hoszowem
- 11–12 sierpnia 1769 – obrona Zamku Lubomirskich w Rzeszowie
- 15 sierpnia 1769 – Powitno (dzisiaj Pobitno – dzielnica Rzeszowa)
- 13 września 1769 – bitwa pod Orzechowem
- 14 września 1769 – bitwa pod Radominem, bitwa pod Tarpnem
- 15 września 1769 – bitwa pod Włodawą, bitwa pod Łomazami
- 13 stycznia 1770 – Grab
- 23 stycznia 1770 – bitwa pod Dobrą
- 29 stycznia 1770 – bitwa pod Kcynią
- 12 lutego 1770  – bitwa pod Błoniem
- 5 kwietnia 1770 – bitwa pod Jedliczem i Siepietnicą koło Biecza
- 15 maja 1770 – bitwa pod Dęborzynem
- 3–5 sierpnia 1770 – bitwa pod Izbami
- 16 sierpnia 1770 – potyczka pod Kościanem
- 5 września 1770 – bitwa pod Pińczowem
- 10 września 1770 – 18 sierpnia 1772 – obrona Jasnej Góry
- do 30 stycznia 1771 – oblężenie Poznania
- 20 lutego 1771 – obrona Lanckorony
- 1 marca 1771 – bitwa pod Rachowem[35]
- 16 kwietnia 1771 i 28 kwietnia 1771 – bitwa pod Szreńskiem
- 23 maja 1771 – bitwa pod Grobami
- 23 maja 1771 – bitwa pod Lanckoroną
- 25 czerwca 1771 – bitwa pod Charchwiem i Charchówkiem
- 23 lipca 1771 – bitwa pod Widawą
- 6 września 1771 – Antopol
- 23 września 1771 – bitwa pod Stołowiczami
- 2 lutego 1772 – bitwa pod Doroszewiczami nad Prypecią
- do 24 kwietnia 1772 – obrona Wawelu
- 14 maja 1772 – obrona granicy w Barwinku
- 12 czerwca 1772 – obrona Krosna
- 13 lipca 1772 – Tyniec
- do 18 sierpnia 1772 – obrona Częstochowy
- 19 września 1772 – wejście austriackich wojsk do Lwowa
- 29 listopada 1772 – obrona klasztoru Karmelitów Bosych w Zagórzu[36]

## Upamiętnienie

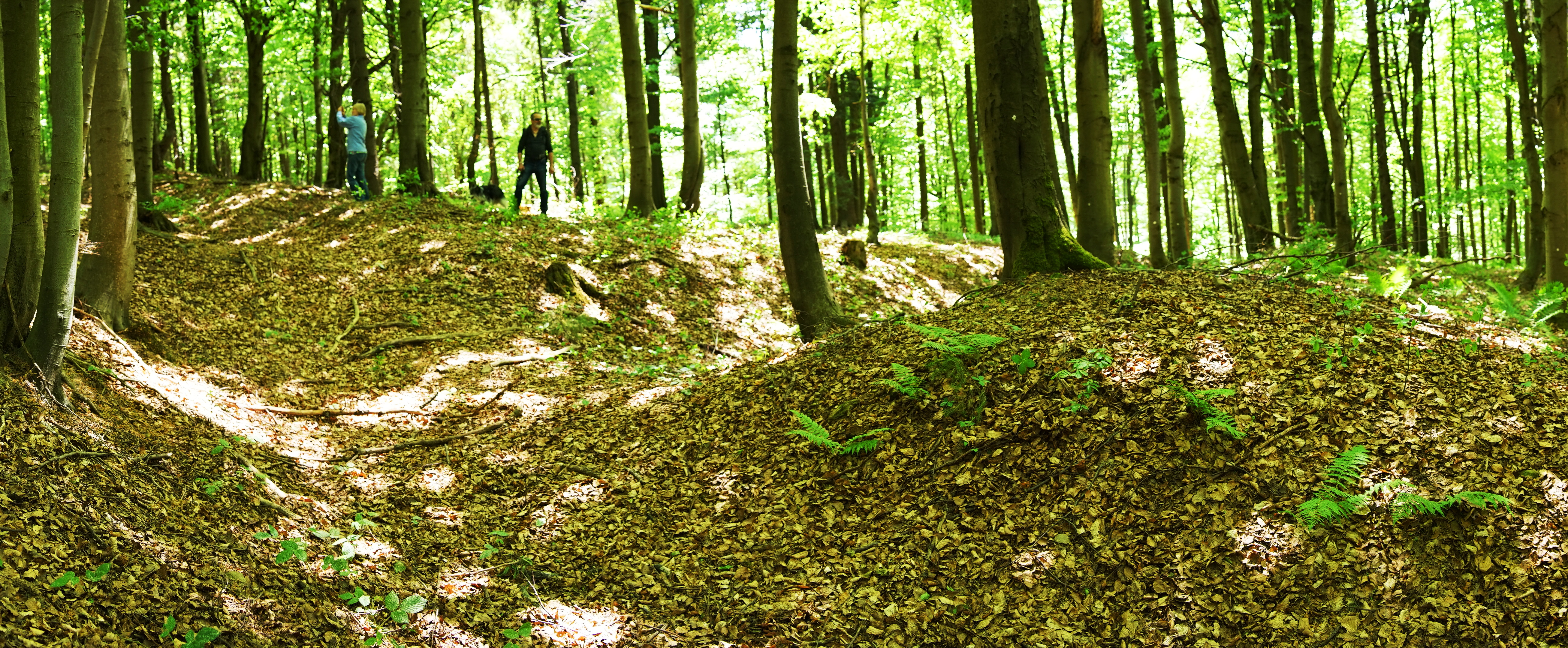
Rezerwat przyrody Okopy Konfederackie

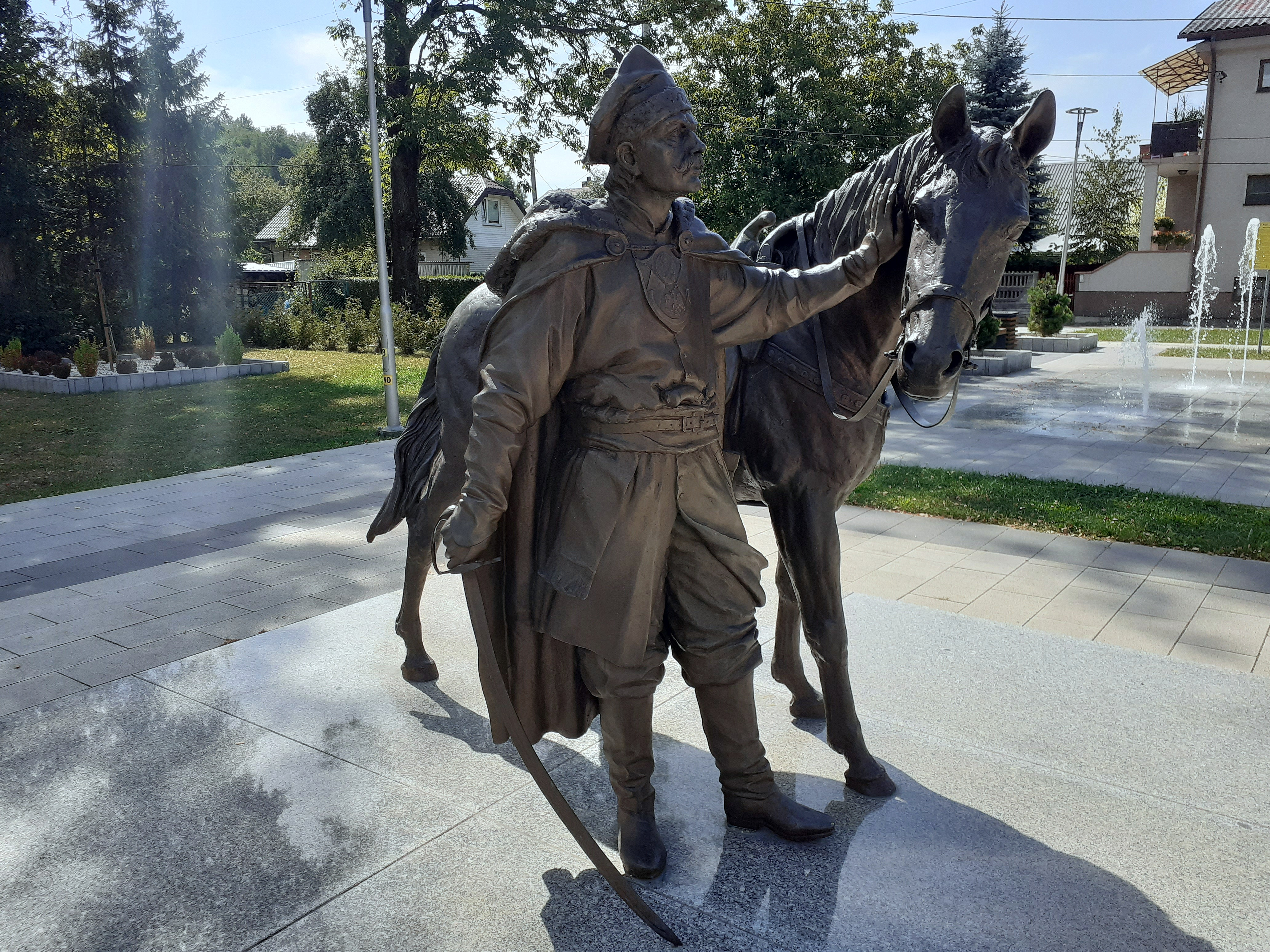
Pomnik Nieznanego Konfederata w Zagórzu

W świadomości następnych pokoleń Polaków konfederacja pozostawiła jednak po sobie trwały ślad, stając się mitem narodowym. Konfederaci barscy byli bohaterami licznych utworów literackich: Henryka Rzewuskiego (Pamiątki Soplicy), Aleksandra Fredry (Zemsta) oraz wieszczów romantycznych – Adama Mickiewicza, Juliusza Słowackiego, Zygmunta Krasińskiego – przedstawiani jako rycerze Maryi, męczennicy za Wiarę, Wolność i Ojczyznę.
Walki konfederatów zostały po 1990 r. upamiętnione na Grobie Nieznanego Żołnierza w Warszawie napisem na jednej z tablic: „KONFEDERACJA BARSKA 29 II 1768 – 18 VII 1772”.
W Muzeum Uniwersytetu Jagiellońskiego znajduje się najstarszy mundur polski. Jest to kurtka kawaleryjska barska po Romualdzie Lisickim z lat 1768–1772. Obecnie obejrzeć ją można w Gmachu Głównym Muzeum Narodowego w Krakowie.
Uchwałą z 8 czerwca 2017 Sejm RP zdecydował o ustanowieniu 2018 roku Rokiem Konfederacji Barskiej.
29 kwietnia 2020 r. szkołę podstawową w Jastrzębi (gmina Lanckorona) nazwano imieniem Konfederatów Barskich.